# Hankkija

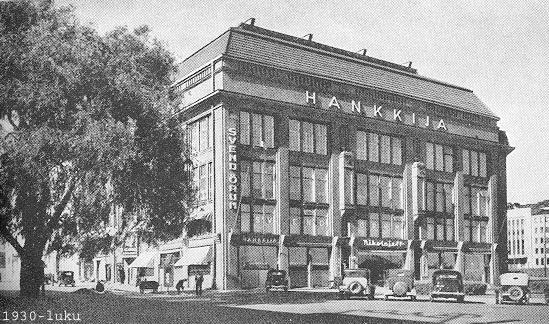
Hankkijahuset vid Henriksgatan (nuvarande Mannerheimvägen), 1930

Centralandelslaget Hankkija var ett jordbrukskooperativt företag i Helsingfors.
Centralandelslaget Hankkija, som grundades 1905, var på sin tid en stor koncern med bland annat egna foderindustrier och omkring 8 600 anställda (1980). Hankkija döptes 1989 om till Novera-Koncernen Ab, som dock gick i konkurs 1992. Från Hankkija avskildes Hankkija-Maatalous Oy, grundat 1988, sedan 1993 ett dotterbolag till SOK-koncernen, som i dag är Finlands största uppköpare av spannmål och tillsammans med ett antal regionala kooperativa företag driver kedjan Agrimarket med inemot 130 affärer företrädesvis i södra Finland (2010).